# Lapinjoki (vattendrag i Päijänne-Tavastland)
Lapinjoki är ett vattendrag i Finland. Det ligger i Hämeenkoski i landskapet Päijänne-Tavastland, i den södra delen av landet, 80 km norr om huvudstaden Helsingfors.